# 007 Racing
007 Racing és un joc que corre basat en la llicència de James Bond. Fou desenvolupat per Eutechnyx, publicat per Electronic Arts, i alliberat el 21 de novembre de 2000 exclusivament per a la consola de PlayStation.

## Joc
En 007 Racing el jugador pren el paper de Comandant d'agent britànic secret James Bond darrere de les rodes d'alguns dels seus vehicles més famosos de les 19 pel·lícules existents fins a aqueixa data. Els cotxes inclouen l'Aston Martin DB5 que es va fer famós en el seu aspecte inicial en Goldfinger, Lotus Esprit de L'espia que em va estimar i For Your Eyes Only, i el BMW Z3 que breument va aparèixer en GoldenEye així com altres 7 cotxes. Cada cotxe és equipat amb tots els aparells habituals i armes publicades per la Q,. 007 Racing sovint és comparada amb el joc d'espies de 1983 Hunter a causa de les armes, artefactes, i l'objectiu de destruir als seus enemics sobre el camí.

## Els artefactes i armes
La major part dels artefactes i armes en "007 Racing " són inspirats per les pel·lícules de James Bond, com Goldfinger, L'espia que em va estimar, i The Living Daylights.

## La recepció
El joc no aconseguí una resposta molt positiva amb un 51 en Metacritic. També al joc se li posà 5.3 en GameSpot.